# Hüdaverdiler, Kandıra
Hüdaverdiler là một xã thuộc huyện Kandıra, tỉnh Kocaeli, Thổ Nhĩ Kỳ. Dân số thời điểm năm 2010 là 113 người.